# Jaguar Cars
Jaguar Cars és una marca de Jaguar Land Rover, una indústria automobilística multinacional britànica amb seu a Whitney, Coventry (Anglaterra), propietat de l'empresa índia Tata Motors des de 2008.
Fundada el 1922 amb el nom de «Swallow Sidecar Company» per William Lyons, va canviar el seu nom pel de Jaguar Cars després de la Segona Guerra Mundial per les connotacions desafortunades de les inicials, SS. La companyia actualment pertany a Tata Motors, una empresa de l'Índia.
Jaguar és coneguda per les seues luxoses berlines i els seus automòbils esportius, segments de mercat en els quals ha estat des dels anys 1930.
La companyia va ser independent fins que es va fer part de la companyia nacional British Motor Corporation en 1966. En 1984 va ser considerada com una companyia a part en la borsa de valors —una de les moltes privatitzacions del govern de Margaret Thatcher— passant a formar part de Ford Motor en 1989-1990. En 1999 es va fer part del nou Premier Automotive Group de Ford amb Aston Martin, Volvo i Lincoln.
Land Rover va ser agregada al grup en el 2001 després de ser comprada a BMW. El 2008, Jaguar i Land Rover van ser agregats al grup indià Tata Steel.
La companyia estava originalment localitzada a Blackpool però va ser traslladada a Coventry per a estar en el cor de la indústria automobilística britànica. Avui dia les fàbriques estan a Browns Lane a Coventry, Castle Bromwich a Birmingham i Halewood a Liverpool.
La marca Jaguar és propietària de la companyia automobilística Daimler (no confondre amb Daimler-Benz), que va comprar el 1960. Daimler és poc més que un nom de marca per als turismes més luxosos de Jaguar.

## Història
Fundada com la Swallow Sidecar Company el 1922, per dos entusiastes de la motocicleta, Sir William Lyons, William Walmsley, el nom de SS Jaguar va aparèixer el 1935, els models esportius dels quals eren les Jaguar SS 90 i Jaguar SS100.

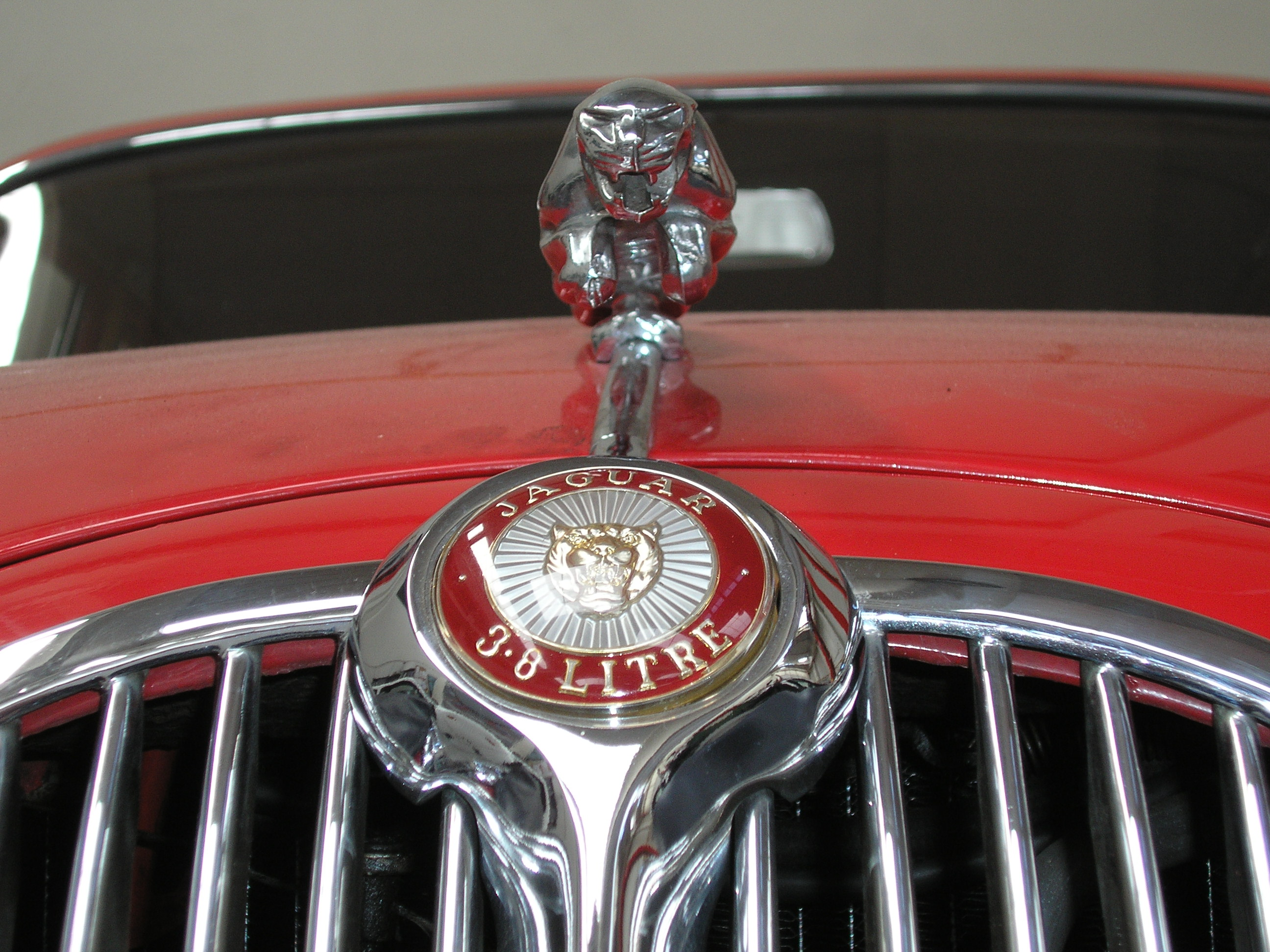
Detall
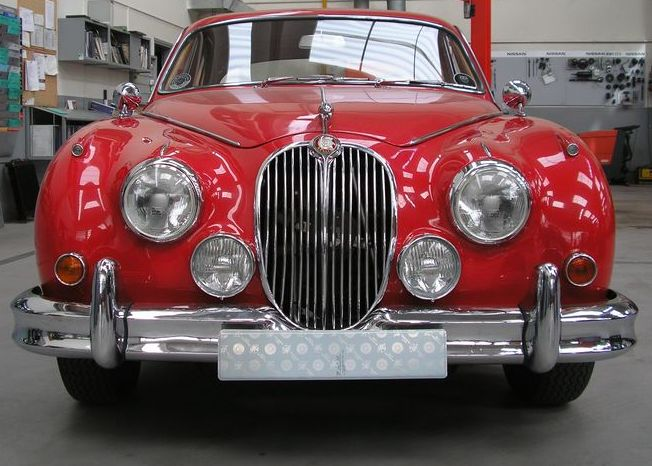
Frontal del Jaguar MK2-38
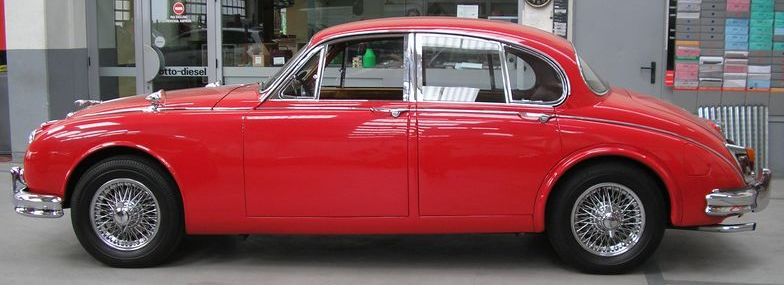
Lateral del Jaguar MK2-38
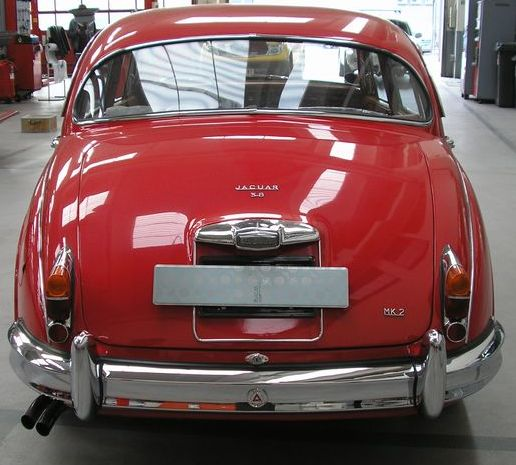
Part del darrere